# Salacia elliptica
Salacia elliptica là một loài thực vật có hoa trong họ Dây gối. Loài này được (Mart.) G.Don miêu tả khoa học đầu tiên năm 1831.